# Perth Arena
Perth Arena (commercieel bekend als de RAC Arena) is een multifunctionele entertainment- en sportarena in het centrum van Perth, West-Australië. De arena wordt met name gebruikt voor basketbalwedstrijden. 
De arena bevindt zich in de Wellington Street, vlak bij de locatie van het voormalige Perth Entertainment Centre en werd officieel geopend op 10 november 2012. De Perth Arena is het eerste gebouw van de Perth City Link, een groot stadsvernieuwings- en herontwikkelingsproject van 13,5 hectare. 

## Concerten
In de arena hebben bekende wereldsterren als P!nk, Arctic Monkeys, Bruce Springsteen, Katy Perry, Miley Cyrus, Lady Gaga, Kendrick Lamar, Bruno Mars, Ed Sheeran, Drake, Avicii, Imagine Dragons en Robbie Williams concerten gegeven. 